# Cis ustulatus
Cis ustulatus es una especie de coleóptero de la familia Ciidae.

## Distribución geográfica
Habita en Madagascar.